# Tom Clancy's Splinter Cell: Pandora Tomorrow
Tom Clancy's Splinter Cell: Pandora Tomorrow (En español Tom Clancy's Splinter Cell: Mañana de Pandora) es un videojuego perteneciente al género de sigilo  publicado por la empresa Ubisoft Shanghái, mientras que Ubisoft Montreal, creador del Splinter Cell original, estaba trabajando en Chaos Theory. Pandora Tomorrow es el segundo videojuego de la serie Splinter Cell aprobado por el escritor Tom Clancy. El juego sigue las actividades encubiertas de Sam Fisher, un agente que trabaja para una rama de la NSA llamada "Third Echelon". El personaje, Sam Fisher, se manifestó por Michael Ironside. Dennis Haysbert, conocido por su papel como David Palmer en la televisión es la voz para el personaje de Irving Lambert, jefe de Fisher, que se convirtió en la única vez que no es expresado por Don Jordania. Lalo Schifrin proporciona el tema musical para el juego. El juego ha sido traducido a varios idiomas (incluido el castellano) para su distribución internacional. Pandora Tomorrow fue titulado Shadow Strike durante su desarrollo.

## Modo de juego
La mecánica de juego de Pandora Tomorrow no ha cambiado en gran medida desde la Splinter Cell original . El juego presenta algunas mejoras gráficas moderadas, así como pequeños cambios en el juego, como el hecho de que los kits de salud ya no son un artículo de inventario, y la adición de una mira láser a la pistola de Sam que permite al jugador saber exactamente dónde golpearán las rondas , incluso cuando se mueve. Además, Sam ahora puede abrir puertas mientras lleva un cuerpo, disparar mientras está colgado boca abajo, SWATpasa desapercibido en las entradas (pasa de un lado a otro de la puerta mientras está cubierto) y realiza un salto a la mitad. El turno SWAT fue eliminado y el láser de pistola fue reemplazado con un OCP (Potenciómetro Ópticamente Canalizado) que puede desactivar temporalmente los dispositivos electrónicos en Chaos Theory , la siguiente entrada de la serie. Las versiones de PlayStation 2 y Gamecube también cuentan con una misión adicional para un solo jugador para compensar la jugabilidad abreviada en comparación con las versiones de PC y Xbox.

## Historia
La trama principal de Pandora Tomorrow tiene lugar en Indonesia durante la primavera del año a principios del 2006, Estados Unidos estableció una presencia militar en Timor Oriental, un país recientemente independiente, para entrenar a los militares de Timor Oriental en su lucha contra las milicias guerrilleras indonesias antiseparativistas. La más importante entre estas milicias es Darah Dan Doa (en inglés: Blood and Prayer ), dirigida por la carismática Suhadi Sadono .
Sadono, una vez entrenado por la CIA para ayudar a combatir el comunismo en la región, se ha resentido del apoyo estadounidense a Timor Oriental y su supuesta interferencia con la soberanía de Indonesia. Sadono orquesta un atentado suicida y un ataque de seguimiento en la embajada de los EE. UU. En Dili , capturando a varios militares y personal diplomático de EE. UU., Incluido Douglas Shetland , un viejo amigo y camarada de Sam Fisher.
Mientras tanto, Fisher es enviado a infiltrarse en la embajada y reunir información de inteligencia sobre Darah Dan Doa. Fisher tiene éxito en su misión, y la embajada se repetirá por el Ejército de los EE. UU. 's Fuerza Delta . Sadono escapa, y Estados Unidos lanza una campaña militar en territorio indonesio en un intento de perseguirlo, en gran medida a las protestas del gobierno indonesio que busca proteger a Sadono.
Fisher se entera de que Sadono ha ideado un esquema conocido como "Pandora Mañana", colocando una serie de bombas biológicas ND133, equipadas con el virus de la viruela , en suelo estadounidense. Cada 24 horas, Sadono realiza llamadas cifradas a cada uno de los portadores de bombas para retrasar la liberación del virus. Si lo matan o lo detienen, el virus se libera y millones de estadounidenses morirán. Debido a que Sadono lucha en primera línea en el conflicto, Estados Unidos no puede arriesgarse a matarlo directamente, y se ve obligado a retirar sus fuerzas.
Para evitar que Sadano se aproveche de la situación, Fisher es enviado a infiltrarse en las fortalezas de Darah Dan Doa para conocer la ubicación de las bombas de la viruela para que Sadano pueda ser capturado. Él es asistido en este esfuerzo por Shetland y su compañía militar privada , Displace International. Fisher descubre la ubicación de las bombas y los espías de Shadownet son enviados para neutralizarlos. Después de desarmar las bombas, el Tercer Echelon de la NSA decide capturar a Sadono vivo en lugar de asesinarlo, debido a los problemas creados cuando Fisher asesinó al expresidente georgiano Kombayn Nikoladze a fines del 2004 .
Aunque Fisher logra capturar a Sadono, Third Echelon descubre que un agente deshonesto de la CIA que Sam se encontró antes a bordo de un tren, Norman Soth , ha adquirido el último ND133 con armas de la viruela y tiene la intención de detonarlo dentro del Aeropuerto Internacional de Los Ángeles . A Soth no le importa nada Indonesia, pero tiene la intención de vengarse de los Estados Unidos por una traición percibida que resultó en la amputación de su pierna años antes. Fisher se infiltra en el aeropuerto, mata a Soth y su grupo de terroristas (disfrazados de trabajadores del aeropuerto y guardias de seguridad) y evita la detonación del último ND133 armado con viruela disfrazándose de trabajador de mantenimiento y colocando al ND133 detrás de dos policías, que observe el dispositivo casi de inmediato y haga que evacue el aeropuerto. Luego se llama al escuadrón de bombas del Departamento de Policía de Los Ángeles para realizar una explosión controlada del dispositivo, que se realiza mediante un vehículo no tripulado que utiliza acero reforzado.

## Desarrollo
Pandora Tomorrow se tituló Shadow Strike durante su desarrollo.

### Versión de Windows
Al igual que con el Splinter Cell original, la versión de Windows es un port de la versión de Xbox y duplica la interfaz de usuario y la jugabilidad de esa versión. Sin embargo, la versión de Windows puede ejecutarse a resoluciones más altas que las versiones de la consola. El sistema de guardado "punto de control" de la versión Xbox fue reemplazado con la capacidad de guardar un juego en cualquier momento, y los controles fueron rediseñados para permitir el uso simultáneo de un teclado y mouse, con la velocidad del movimiento controlada por la rueda del mouse. Ninguno de los contenidos extra de las otras versiones está presente en esta versión.

### PlayStation 2 / versión de GameCube
Al igual que con el Splinter Cell original, las versiones de PS2/GCN son idénticas en diseños de nivel, resolución y otros surtidos de degradación. El framerate tiende a tartamudear ligeramente más que la versión de Xbox. Los tiempos de carga también son más largos. Las misiones también se estructuran de una manera diferente / más corta y el componente multijugador no es tan extenso como su contraparte de Xbox. La versión para PS2 cuenta con contenido extra, sin embargo, incluida una nueva misión de la Jungla de Indonesia (que también aparece en Splinter Cell Essentials para la PSP).
Las diferencias notables entre las versiones de PS2 y GCN son menores, y van desde el sombreado al framerate en sí. La versión de GameCube sigue utilizando un filtro suave sobre sus sombras, mientras que la versión PS2 mantiene el mismo filtrado bilineal desnudo de las versiones originales. Algunos focos de sombra incluso faltan en la versión de GCN, como en los respiraderos de LAX. La versión de GCN, como se puede ver en el juego, puede ralentizarse peor que la versión de PS2, pero puede llegar a 60 fps, donde la PS2 no. Mientras que la base es similar, a diferencia de la versión PS2 / Xbox / PC, la térmica en la GCN también carecía de un toque final, el efecto de "efecto infrarrojo" de color de la pantalla de la pantalla completa. En cambio, la versión de GCN sigue siendo la misma que la de los ports anteriores, por lo que simplemente utiliza un contorno alrededor de sus personajes y objetos.
Por último, a diferencia de la primera Splinter Cell, que se creó en cuatro meses, el equipo de desarrollo de UbiSoft pudo dedicar tiempo a emular la proyección de sombras correcta que permiten los mapas de sombras con almacenamiento intermedio de los originales. En el primer esfuerzo, los mapas de sombras no eran diferentes de un mapa de luz estándar y proyectaban cualquier objeto en Sam, cuando realmente decidían activar sus valores de recepción, sin importar su posición. La versión PS2 de la secuela ahora usa una lógica más completa y compleja similar al modo proyector de la PC, en el que un objeto que recibe sombra elige selectivamente qué objetos sombra recibir (por ejemplo, a veces Sam recibirá sombras de una viga, pero no de enemigos u objetos más pequeños), para intercambiar cualquiera de los valores de recepción de dos objetos, dependiendo de la posición desde la luz y la colisión. Por otra parte, la versión GCN usa una versión completa de lo que se hizo en el port original. Los objetos serán enviados a través del mapa, pero no como una sombra, que por lo tanto bloquea a Sam y hace que su propia sombra desaparezca detrás de una sombra invisible "invertida". Esta vez, todos los objetos reciben su propia sombra, como en el método del buffer, solo que esta vez usa los otros datos para borrar la sombra a través de la lógica previa encontrada en la individualización de los valores de recepción a través de un solo mapa sombra. De los dos métodos, la GCN imita más un mapa de profundidad, ya que la eliminación es 1: 1, mientras que los métodos encontrados en la versión PS2 pueden hacer que estos valores se intercambien antes de que Sam pueda viajar completamente detrás de un objeto (generalmente cuando Sam está a medio camino a través de un objeto).

### PlayStation 3
Se anunció que una versión de PlayStation 3 formaría parte de la Trilogía de Splinter Cell, que se lanzó en septiembre de 2011 como parte de la serie Classics HD de Sony. Se reveló en el blog de PlayStation que el juego es un port de la versión para PC, que tenía mejores detalles gráficos que las versiones anteriores de la consola. También se reveló que los modos multijugador no están incluidos en la colección.

## Recepción
A fines de marzo de 2004, Tom Clancy Splinter Cell: Pandora Tomorrow había vendido 1,7 millones de copias. Sus ventas totales llegaron a 2,7 millones de unidades a fines de junio, y aumentaron a 2,8 millones en septiembre.
Las revisiones del juego variaron de "promedio" hasta de "aclamación universal", según la plataforma, según Metacritic, una página  de reseñas de videojuegos. Además, Rotten Tomatoes le dio al juego una puntuación de 100% "Certificado de Frescura" para la versión de Xbox; un 95% de "Certificado de Frescura" para la versión de PS2; un 90% de "Certificado de Frescura" para la versión de PC; un 55% de "Calificación podrida" para la versión de GameCube; y un 27% de "Calificación podrida" para la versión de GBA.
Greg Kasavin de GameSpot le dio a las versiones de Xbox y PC un puntaje de 9.1 y dijo que las partes para un jugador y multijugador del videojuego atraerán a cualquier persona interesada en el sigilo y el sigilo de alta tecnología. También dijo que los jugadores familiarizados con Splinter Cell deberían esperar 10 horas o más de juego. Kasavin dijo que la historia en Pandora Tomorrow era más cohesiva que la del original Splinter Cell, pero la jugabilidad a menudo se convierte en puro ensayo y error, señalando que las misiones "podrían haberse beneficiado de sentirse menos rígidas y guionizadas", pero fueron "increíblemente hábiles". Kasavin también elogió el modo multijugador por su innovación, complejidad y creatividad. Mongoose de Game Chronicles Magazine también le dio a la versión de Xbox un 9.4 sobre 10 y elogió especialmente la porción multijugador del videojuego. Llamó al juego "la mejor razón para conectarse en línea" en Xbox Live. Sin embargo, sintió que la jugabilidad en la campaña para un jugador se hacía cada vez más lineal y se inclinaba hacia los desafíos guionados, con "una sola solución para cualquier problema", que requería "el uso de un gadget particular o uno de los movimientos ágiles de Sam".
Entertainment Weekly le dio a la versión de Xbox una A y dijo que "parece menos una secuela y más como una extensión del primer juego, con algunas bonitas mejoras y algunos entornos más oscuros y peligrosos".Playboy le dio el juego al 100% y declaró que "Un nuevo modo en línea permite a cuatro jugadores acechar al otro. Toma a un oponente como rehén y usa tus auriculares para describir todo el dolor que planeas infligirle". The Times le dio las cinco estrellas y lo llamó "una obra maestra en miniatura". The Village Voice le dio a la versión de Xbox un diez perfecto y dijo: "Ningún título multijugador ha vinculado y equilibrado dos juegos totalmente diferentes de esta manera".
Los editores de Computer Gaming World nominaron a Pandora Tomorrow para su premio "Juego de acción del año" 2004, que finalmente fue para The Chronicles of Riddick: Escape from Butcher Bay.